# Gorgonzola (fromage)
Pour les articles homonymes, voir Gorgonzola.
Le gorgonzola est l'appellation d'origine d'un fromage traditionnel à base de lait de vache, à pâte persillée, fabriqué dans les régions de Lombardie et du Piémont.
Depuis le 12 juin 1996, l'appellation d'origine « gorgonzola » est préservée au niveau de l'Union européenne par une appellation d'origine protégée (AOP).
Sa meilleure période de consommation s'étend d'avril à novembre.

## Zone de production
Autrefois, à certaines périodes de l'année, il était d'usage de regrouper les troupeaux de bovins sur le territoire de la commune de Gorgonzola. Le lait obtenu était ensuite transformé en fromage au caractère persillé par un affinage dans des cavités rocheuses naturelles riches de souches de moisissures spécifiques (comme le Penicillium glaucum). Avec le temps, ces traditions se sont affirmées et transmises aux autres provinces.

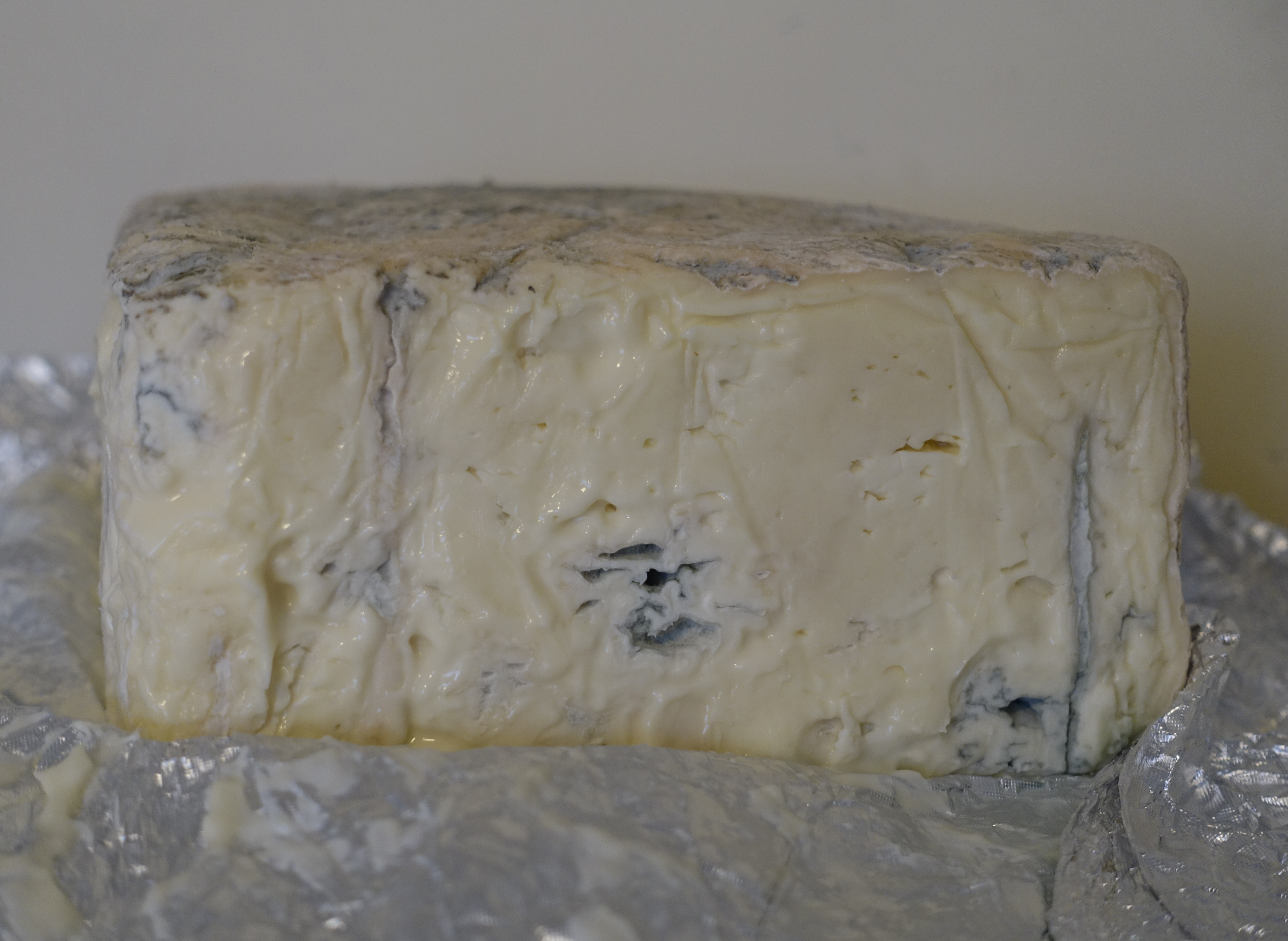
Motte de gorgonzola.

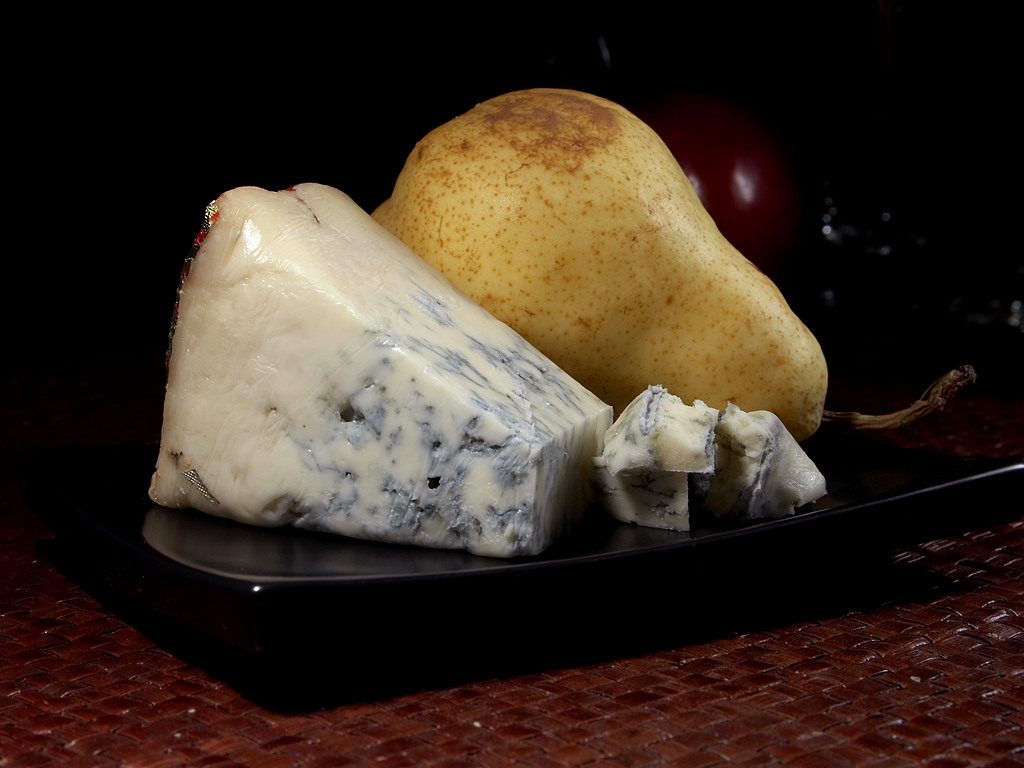
Gorgonzola associé à une poire.

Aujourd'hui, une grosse partie du gorgonzola est fabriquée dans la province de Novare, mais aussi dans les provinces de Bergame, Brescia, Côme, Crémone, Coni, Lecco, Lodi, Milan, Pavie, Varèse, Verbano-Cusio-Ossola, et Verceil, ainsi que les communes de la zone de Casale Monferrato (province d'Alexandrie).

## Description et utilisation
C'est un fromage à base de  lait de vache, à pâte persillée, d'un poids moyen de 6 à 12kg.
Sa période de consommation idéale s'étale d'avril à novembre après un affinage de 5 à 7 semaines.
Le gorgonzola peut être consommé de différentes façons. Il peut être fondu à l'intérieur d'un risotto lors de la cuisson finale, ou bien associé à une poire. Une autre pratique usuelle consiste à le servir en accompagnement de la polenta. Grâce à son goût caractéristique, il est occasionnellement proposé en tant qu'ingrédient dans les pizzas (un des quatre fromages de la quattro formaggi). On le trouve également commercialisé mélangé à du mascarpone blanc.